# Quietula
Quietula és un gènere de peixos de la família dels gòbids i de l'ordre dels perciformes.

## Taxonomia
- Quietula guaymasiae (Jenkins & Evermann, 1889)
- Quietula y-cauda (Jenkins & Evermann, 1889)[3][4][5][6][7][8]

## Morfologia
- Cos allargat.
- Cap gros.
- Ulls a la part de dalt del cap, molt propers l'un de l'altre.
- Boca grossa.
- Mandíbula superior molt gran, arribant fins a, gairebé, l'obertura branquial.
- Les aletes pèlviques es troben fusionades en forma de disc.
- L'aleta de la cua és llarga.
- Les escates són llises, diminutes i embotides.[9]

## Distribució geogràfica
Es troba al Pacífic oriental.